# Saint-Jacut-de-la-Mer
Saint-Jacut-de-la-Mer è un comune francese di 862 abitanti situato nel dipartimento delle Côtes-d'Armor nella regione della Bretagna.
Prende il nome da san Giacuto, che vi fondò un eremo da cui ebbe origine l'abbazia di Saint-Jacut.

## Società

### Evoluzione demografica
Abitanti censiti